# 曹昂
曹 昂（そう こう、? - 197年）は、中国後漢末期の武将。字は子脩。父は曹操。同母弟は曹鑠。同母姉妹は清河長公主（夏侯楙の夫人）。異母弟は曹丕・曹彰・曹植・曹彪・曹沖・曹均ら。

## 生涯
生母の劉夫人が早くに亡くなったため、曹操の正室の丁夫人に育てられた。20歳で孝廉に推挙された。
197年、曹操は張繡の降伏を受け容れたが、その際に張繡の族父である張済の未亡人と密通した。これを知った張繡が激怒したため、曹操は密かに張繡殺害計画を立てた。しかし、それに気づいた張繡は先手を打って、宛にいた曹操に奇襲をかけてきた。襲撃された曹昂は父を無事に逃すため、自らの馬を差し出した（『三国志』魏書武帝紀注『世語』）。このため曹操は無事に逃れる事ができたといわれる。一方の曹昂は張繡軍の攻撃を受け、曹安民や典韋らとともに戦死した。20余歳とされる。
曹昂の死を知った丁夫人はこれを恨み、自ら離別して実家に戻った。曹操は丁夫人に対し何度も深く謝罪したが、丁夫人の怒りと恨みは収まらず、二度と曹操の下へ戻ろうとしなかった。後年に丁夫人は逝去して、許県の南部に葬られた。
曹操は臨終間際に「もし、霊魂があってあの世で私が子脩に出会ったら、あの子から『父上、私の母上（丁夫人）はいかがなされましたか?』と訊かれると、何と答えればよいだろうか?」と述べたという。
魏の成立後、豊公に追封され、悼と諡された。後に豊悼王、豊愍王と諡号を改められた。子がなかったので、甥の曹琬（曹均の子）がその後を継いだ。
弟の曹丕（文帝）は即位後に「兄の子脩（曹昂）が生きていても限界があっただろうが、（天才的な才能の持ち主だったと言われる）弟の倉舒（曹沖）が生きていたなら、私は主となって天下を治められなかっただろう」と曹昂を低評価して語ったという。